# Manoir de Bel-Air
Manoir de Bel-Air – manoir we francuskiej miejscowości Brélès, w Bretanii.

## Historia
Budowę manoiru datuje się na lata 1585-1599. Właścicielem został François de Kerangar. Lokalizacja dworu zapewniała jego mieszkańcom łatwy dostęp do Oceanu Atlantyckiego - znajduje się na początku estuarium rzeki Aber-Ildut, 3 kilometry od złączenia rzeki z wodami oceanu. W XIX roku zamieszczono tam cztery działa, które pierwotnie broniły monair przed możliwymi napadami. W połowie XIX wieku kupił go baron Jean-Baptiste Grivel. Stanowi własność rodziny Taisne-Raymonval od 1893 roku.

## Architektura
Budynek zbudowano na planie kwadratu, wokół zamkniętego dziedzińca, w stylu późnogotyckim.

## Galeria

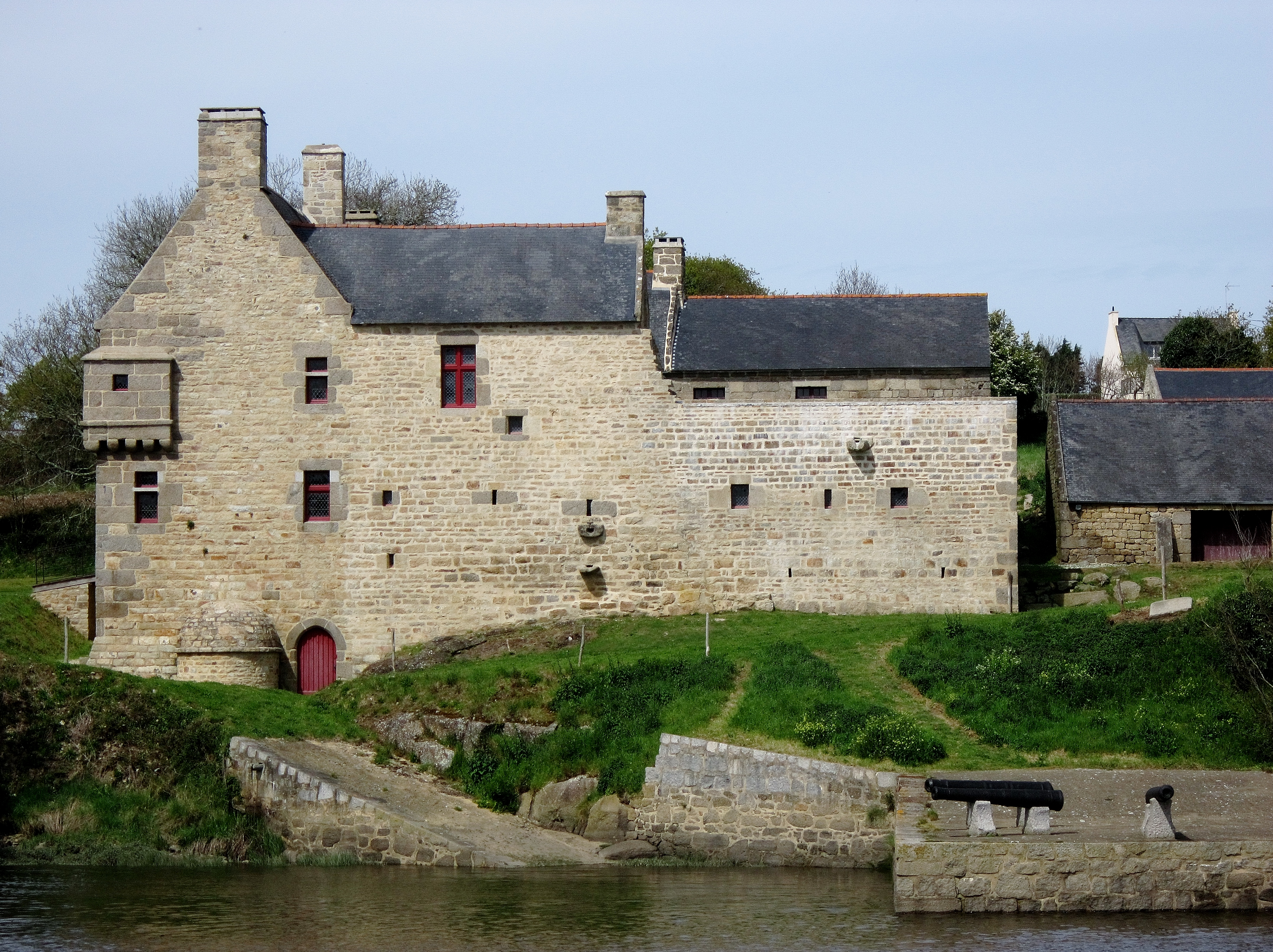
Południowa ściana
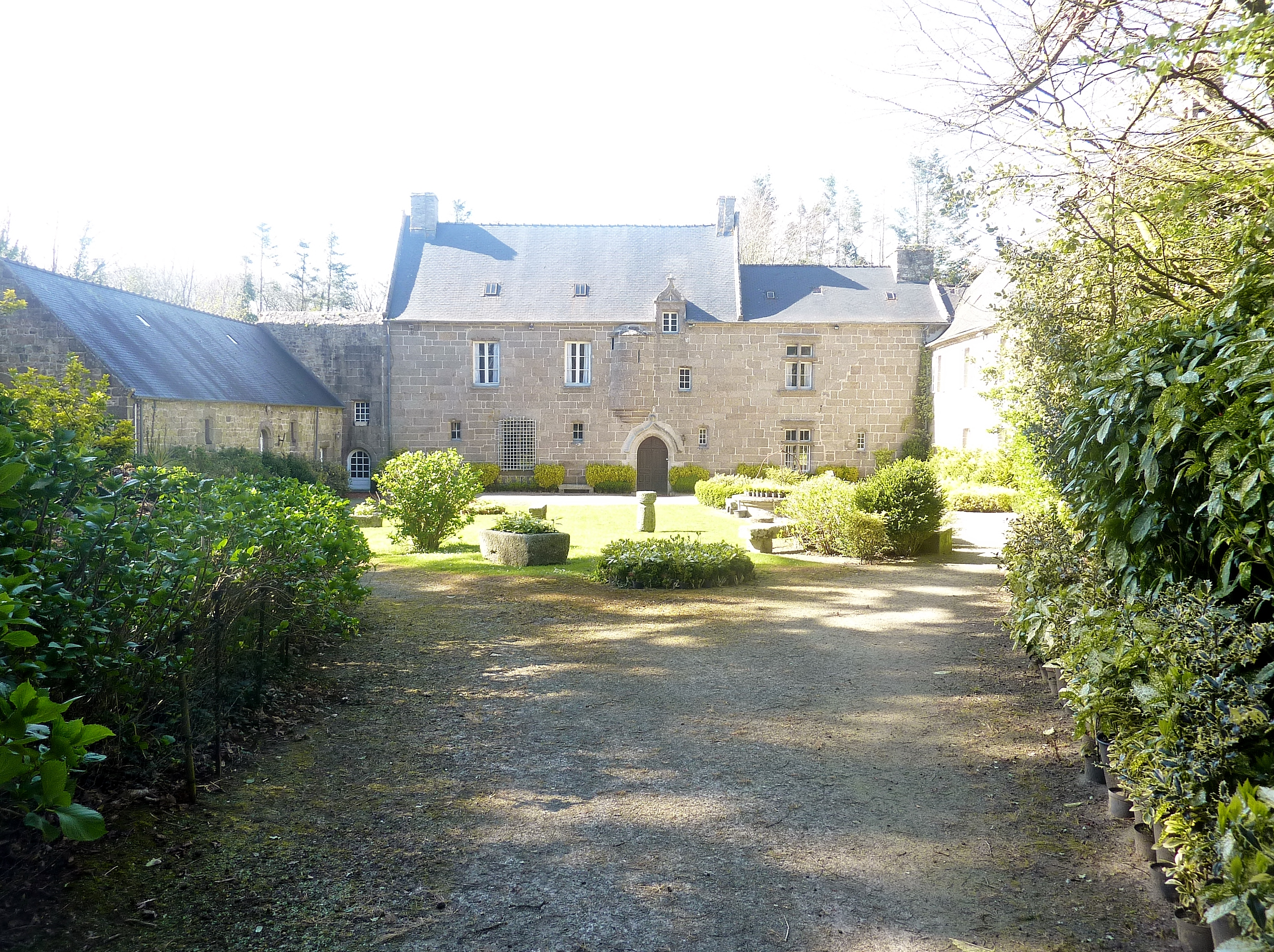
Dziedziniec